# 토레안눈치아타
토레안눈치아타(이탈리아어: Torre Annunziata)는 이탈리아 캄파니아주 나폴리현의 코무네다. 베수비오 산의 끝에 있는 나폴리 만에 위치해 있다.

## 역사
이 도시는 베수비오 산의 분화로 79년과 1631년에 각각 파괴되었다. 이 도시의 명칭을 나폴리어로 하면 토레눈치아타(Torre Nunziata)다. 도시는 한때 청동과 파스타산업의 중심지였다. 오늘날의 산업은 여전히 해군 관련 무기제조업과 제약이다.
1997년 오플론티스 고고학 지역이 유네스코 세계 유산으로 지정됐다.

## 같이 보기
- 토레눈치아타